# GSC 02652-01324
GSC 02652-01324 (V672 Lyrae) – gwiazda  w gwiazdozbiorze Lutni, oddalona od Słońca o około 523 lata świetlne.
Jest to pomarańczowy karzeł, gwiazda ciągu głównego należąca do typu widmowego K0. W roku 2004 na podstawie obserwacji Trans-Atlantic Exoplanet Survey odkryto planetę pozasłoneczną TrES-1 b przechodzącą przed tarczą gwiazdy.